# Bernard Lonergan
Bernard Lonergan   (Buckingham, 17 de desembre de 1904 - Pickering, 26 de novembre de 1984) fou un teòleg quebequès, considerat un dels més importants pensadors catòlics del segle xx.

## Biografia
El 1922 entrà a la província del Canadà septentrional de la Companyia de Jesús, i va fer la professió solemne el 31 de juliol del 1924, dia de la memòria litúrgica de Sant Ignasi de Loiola. Després de dos ulteriors anys de formació i d'estudi, el 1926 fou enviat al Heythrop College de Londres per estudiar-hi filosofia escolàstica. Lonergan respectava la competència i la preparació dels seus professors a Heythrop, però va decebre's profundament del seu enfocament lligat a la filosofia de Francisco Suárez. Mentre era a Heythrop presentava exàmens de matemàtiques i lletres clàssiques a la Universitat de Londres. El 1930 tornà al Canadà, on ensenyà durant tres anys al Loyola College de Montreal. El 1933 fou enviat a Roma per estudiar-hi teologia a la Pontifícia Universitat Gregoriana. El 1936 fou ordenat sacerdot. Després d'un posterior any de noviciat a Amiens, França, Lonergan tornà a la Gregoriana el 1937 per continuar els estudis de doctorat en teologia. A causa de l'esclat de la Segona Guerra Mundial es veié obligat a deixar Itàlia i tornar al Canadà el maig del 1940, amb prou feines dos dies abans de la prevista discussió de la seva tesi doctoral. El mateix any començà a ensenyar teologia al col·legi de la Immaculada Concepció, la facultat de teologia de la Universitat Jesuïta de Montreal. Aconseguí discutir la seva tesi de doctorat el 23 de desembre del 1946 quan una comissió especial d'examinadors anà a Montreal. Lonergan ensenyà teologia també al Regis College de Toronto del 1947 al 1953, i a la Pontifícia Universitat Gregoriana del 1953 al 1964. A la Gregoriana realitzava cursos sobre la Trinitat i cristologia en anys alterns, component obres fonamentals sobre aquests temes. El 1964 hagué de tornar de nou precipitadament al Canadà per curar-se d'un càncer de pulmó. Tornà a ensenyar al Regis College del 1965 al 1975, fou professor de teologia a la Universitat Harvard del 1971 al 1972 i Distingit Professor Visitant al Boston College del 1975 al 1983. Va morir a Ontario el 1984.
Al llarg de la seva carrera va rebre 19 títols honorífics i una sèrie d'altres reconeixements, incloent-hi la investidura a Company de l'Orde del Canadà el 1971 i el nomenament a soci corresponent a l'Acadèmia Britànica el 1975. Fou nomenat pel Papa Pau VI membre de la Comissió Teològica Internacional el 1969.

## Pensament
Lonergan cercà fer al segle XX el que Sant Tomàs d'Aquino feu a la seva època. Com que Aquino havia aplicat amb èxit el pensament aristotèlic al servei d'una comprensió cristiana de l'univers, així Lonergan arribà a un acord amb el pensament científic modern, històric i hermenèutic. Ha desenvolupat aquest programa en les seves dues obres més importants: La intel·ligència: estudi sobre la comprensió de l'experiència (1957) i El mètode en teologia (1972).
La clau del pensament de Lonergan és el concepte d'autoapropiació, és a dir, el descobriment personal i l'adhesió personal a l'estructura dinàmica d'investigació, coneixement, judici i decisió. A través de l'autoapropiació es troba en la pròpia intel·ligència, racionalitat i responsabilitat el fonament de cada mena de recerca i el model de base del mètode d'investigació en cada camp del coneixement.
Sovint se'l relaciona amb Karl Rahner, Emerich Coreth i Joseph Maréchal, entre els tomistes transcendentals. Tanmateix, Lonergan mai no ha considerat aquesta definició adequada a la seva filosofia.